# Asian Drama
Asian Drama är ett vetenskapligt arbete i sju delar av Gunnar Myrdal, som utkom 1968. Boken, som bär undertiteln An Inquiry into the Poverty of Nation, var en undersökning av den ekonomiska och politiska situationen i Sydostasien. Myrdal påbörjade studien i slutet av 1950-talet och den finansierades med stöd av en amerikansk  fond. Händelseutvecklingen i Sydostasien vid denna tid liknades av Myrdal vid ett drama, med ett klart system av konflikter och ett gemensamt tema. Detta var - enligt Myrdal - ett drama där spänningen under 1960-talet skärptes, såväl ekonomiskt som socialt och politiskt. 